# Alyxia sogerensis
Alyxia sogerensis là một loài thực vật có hoa trong họ La bố ma. Loài này được Wernham ex S.Moore mô tả khoa học đầu tiên năm 1923.